# چینازا اوچه
چینازا اوچه بازیگر اسکاتلندی تبار ساکن ایالات متحده است. او به خاطر نقش در سریال تلویزیونی اپل دیکنسون و سیلو شناخته می‌شود.

## اوایل زندگی
اوچه که در ادینبورگ از خانواده‌ای نیجریه‌ای متولد شد،  در مدرسه هنر تیش دانشگاه نیویورک تحصیل کرد. 

## حرفه
در سال ۲۰۱۸ او در نقش اصلی شخصیت پیوس در فیلم شاهزاده نیجریه‌ای ظاهر شد که اولین نمایش جهانی خود را در جشنواره فیلم ترایبکا در آوریل ۲۰۱۸ داشت،  و جشنواره بین المللی فیلم آفریقا در لاگوس را در نوامبر ۲۰۱۸ بست.
اوچه دارای آثار آف برادوی بسیاری از جمله در باشگاه تئاتر منهتن، کارگاه تئاتر نیویورک، شرکت کلاسیک استیج و تئاتر ملی سیاه است. 
اوچه به عنوان یک نقش معمولی در نقش هنری در مقابل هایلی استاینفلد در سریال کمدی دیکنسون از اپل تی‌وی پلاس ظاهر شد. او همچنین نقش هایی در سریال های تلویزیونی مانند از مردگان متحرک بترسید، آمریکای کوچک و فهرست سیاه داشت. در اکتبر ۲۰۲۱ اعلام شد که او به پروژه زک براف، یک آدم خوب در کنار فلورنس پیو و مورگان فریمن ایفای نقش کرد.  در نوامبر ۲۰۲۱ او به گروه بازیگران سریال هیجان انگیز سیلو (در ابتدا با عنوان وول) پیوست.  